# Ross Collinge
Pour les articles homonymes, voir Collinge.
Ross Collinge, né le 21 novembre 1944 à Lower Hutt, est un rameur d'aviron néo-zélandais.

## Carrière
Ross Collinge participe aux Jeux olympiques d'été de 1968 et remporte le titre olympique en quatre barré.
Lors des Jeux olympiques d'été de 1972, il remporte la médaille d'argent en quatre sans barreur avec Dudley Storey, Dick Tonks et Noel Mills.